# Västergötlands runinskrifter 74
Västergötlands runinskrifter 74 är en vikingatida runsten på skolgården (den gamla kyrkogården) i Vinköls socken och Skara kommun. Runstenen är av mörk granit, 2,25 meter hög, 0,95 meter bred och 0,4 meter tjock. Runhöjden är 10-11 centimeter. Ristningen består av en enkel runslinga och ett kors. Runstenen var tidigare inmurad i bogårdsmuren till den gamla Vinköls kyrka som revs omkring 1870. Stenen restes på sin nuvarande plats 1928.

## Inskriften
Translitterering av runraden:
× ak-(t)i × risti × stin × þonsi × eftiʀ × oskut × þekn [× ha]rþa + ku... ...ur × sin +
Normalisering till runsvenska:
Ag[u]ti(?) ræisti stæin þannsi æftiʀ Asgaut, þegn harða go[ðan, fað]ur(?) sinn.
Översättning till nusvenska:
Agute(?) reste denna sten efter Åsgöt, sin fader(?), en mycket god tägn.